# Ricardo Hurtado
Ricardo Hurtado (* 22. August 1999 in Miami) ist ein US-amerikanischer Schauspieler. Bekannt wurde er durch die Rolle des Freddie in der Serie School of Rock.

## Leben
Hurtado kam im Miami zur Welt. Als Einjähriger zog er mit seinen Eltern nach Atlanta.

## Karriere
2016 begann Hurtado seine Schauspielkarriere. Im selben Jahr trat er seine Rolle als Freddie in der Nickelodeon-Serie School of Rock an, die 2016 für einen Emmy Award als beste Kindersendung nominiert war. Er hatte auch einen Gastauftritt in der Serie Nicky, Ricky, Dicky & Dawn.

## Filmographie (Auswahl)
- 2016–2018: School of Rock (Fernsehserie, 45 Episoden)
- 2017: Nicky, Ricky, Dicky & Dawn (Fernsehserie, Episode 3x15)
- 2019: Malibu Rescue (Fernsehserie, 8 Episoden)
- 2020: Malibu Rescue: Die nächste Welle (Malibu Rescue: The Next Wave)
- 2021: Ron läuft schief (Ron’s Gone Wrong, Stimme von Rich Belcher)
- seit 2021: Country Comfort
- 2022: Because Of You (Along for the Ride)